# 野内村
野内村（のないむら）は、かつて青森県にあった村。
地名の語源はアイヌ語の「ヌｌプ」（小さい）「ナイ」（沢）と考えられている。

## 地理
- 河川：野内川、貴船川、根井川

- 山岳：大森山、高山、小松山、大平山

## 沿革
- 1889年（明治22年）4月1日 - 町村制施行により東津軽郡野内村、久栗坂村、浅虫村が合併し、野内村が発足。
- 1962年（昭和37年）10月1日 - 青森市に編入され消滅。

## 施設など
青森市との合併時点
- 国鉄東北本線
  - 野内駅
  - 浅虫駅
- 野内中学校
- 浅虫中学校
- 野内小学校
- 浅虫小学校
- 久栗坂小学校
- 野内郵便局
- 浅虫郵便局
- 久栗坂郵便局